# Leones De Alma Rosa FC
Leones De Alma Rosa FC es un popular equipo de fútbol de Santo Domingo, República Dominicana. Fundado en 1990, el club participó en el torneo 2014 de la Primera División de República Dominicana.